# Lara Cvjetko
Lara Cvjetko (Zagreb, 1. rujna 2001.) hrvatska je judašica. Dvostruka je svjetska doprvakinja (2022. i 2025.) i osvajačica dviju bronci na Europskim prvenstvima (2024. i 2025.). Članica je judo kluba Solin. Trenira ju Dragan Crnov.

## Športski uspjesi
Europska kadetska prvakinja lipnja 2017., sudionica svjetskoga prvenstva za kadetkinje kolovoza 2017. godine u Čileu, na kojem je bila sedma.
Osvojila je dvije bronce na Europskim prvenstvima u Zagrebu 2024. i Podgorici 2025. Osvojila je i dva srebra na Svjetskim prvenstvima u Taškentu 2022. i Budimpešti 2025.
Na Svjetsko prvenstvo 2025. u Budimpešti došla je kao vodeća na svjetskoj ljestvici. U borbama do srebra pobijedila je Gaby Willems (brončanu na OI 2024.) i tada aktualnu svjetsku prvakinju Margaux Pinot.

## Vanjske poveznice
- Cvjetko, Lara na stranicama Hrvatskoga judo saveza